# Megacephala virginica
Megacephala virginica is een keversoort uit de familie van de loopkevers (Carabidae). De wetenschappelijke naam is gepubliceerd in 1766 door Linnaeus.